# Bruno Eyron
Bruno Eyron, nato Bruno Eierund (Lühnde, 4 novembre 1964), è un attore, conduttore televisivo, produttore cinematografico, scrittore e imprenditore tedesco.
È conosciuto principalmente per il ruolo dell'ispettore capo Balko nell'omonima serie televisiva.

## Biografia

### Carriera
Bruno Eyron è cresciuto in una fattoria nella città di Algermissen vicino a Hildesheim. Nel 1982, concluso il liceo a Hildesheim, Bruno Eyron ha fatto in seguito il servizio militare. Egli seguì un periodo di studio negli Stati Uniti. Nel 1984 ha conseguito una laurea in economia presso gli studi dell'Università di Monaco di Baviera. Ha frequentato la scuola di recitazione "Vincent Chase" a Los Angeles e il "HB Studios" di New York. Tra l'altro, ha partecipato a diversi spettacoli a Londra.
La sua carriera di attore inizia nel 1988 alla televisione tedesca, con il ruolo di un ufficiale ferito nella serie televisiva "Die Wiesinger". Nel frattempo, Bruno Eyron ha recitato in oltre 200 produzioni televisive e film nazionali ed esteri.
Dopo il suo ruolo da protagonista nella serie televisiva Raumstation Unity negli anni 1997 e 1998, ha ricevuto nel 1998 il ruolo principale nella serie Balko, trasmessa sulla RTL. Dal 2005 al 2006 Bruno Eyron ha interpretato il ruolo di Christian Hennig in Squadra Speciale Vienna. A volte, è stato ospitato nella Sendung Ripley's unglaubliche Welt sulla RTL 2.
In Italia è conosciuto nelle serie televisive di Luigi Parisi in Il peccato e la vergogna e Sangue caldo, in quest'ultima serie interpreta la parte dello spietato, sadico e pericoloso criminale Gianni Fontana.

### Altre attività
Tra il 1989 e il 1995 Bruno Eyron è stato cofondatore e direttore dell'agenzia pubblicitaria "Eierund, Gess und partner", l'agenzia specializzata in produzioni di moda.
Nel 2001 ha fondato con Marco O. Rose e Heinz Werner Mueller, la società di produzione "Casascania" ed è stato attivo come regista, produttore e autore.
Eyron dal 2003 è membro attivo del WWF. Il suo impegno sociale si riflette nella partecipazione e il sostegno di varie associazioni di beneficenza, come la "Fondazione Felix Burda," per il quale egli usa la sua popolarità per raccogliere fondi.

## Filmografia
- Die Wiesingers: Schwierige Zeiten (1988)
- Anton, wohin? (1989)
- Wings of Fame (1989)
- Regina auf den Stufen, 10 episodi (1989)
- Un caso per due (Ein Fall für zwei: Roter Freitag) (1989)
- Eurocops: der Schwur (1989)
- Il commissario Köster (Der Alte) (1990)
- Der gute Kurt (1991)
- Zwei Halbe sind noch lange kein Ganzes, 13 episodi (1991)
- Die Affäre der Sunny von B. (1991)
- Happy Holiday (1992)
- 24/12 (1992)
- Auf Achse (1992)
- Christians Nachtseite (1992)
- Der Gletscherclan, 14 episodi (1993)
- Tatort: Klassenkampf (1993)
- Alles außer Mord: die Frau ohne Gesicht (1993)
- Inseln unter dem Wind, 5 episodi (1993)
- Um die 30, 6 episodi (1994)
- Blut und Feuer (1994)
- Die lachende Forelle (1994)
- Dr. Schwarz und Dr. Martin: Höhenflug (1994)
- Die Kommissarin: Säbelrasseln (1994)
- Armer Adel - Reicher Adel (Zweiteiler) (1995)
- Aus heiterem Himmel, 2 episodi (1995)
- Kommissar Rex: Der Duft des Todes (1995)
- Florida Lady, 10 episodi (1996)
- Minuten Todesangst (1996)
- Blutige Rache (1996)
- Mein Papa ist kein Mörder (1996)
- Anwalt Martin Berg, 5 episodi (1996)
- Klassenziel Mord (1996)
- Faust: Powerslide (1996)
- Guardia costiera (Küstenwache: Hoher Besuch) (1996)
- Raumstation Unity, 26 episodi (1997)
- Klassenziel Mord (1997)
- Balko, 76 episodi (2003)
- Kinderraub in Rio (1999)
- Holiday Affair (2000)
- Dienstreise, was für Nacht (2001)
- Rosamunde Pilcher: Morgen träumen wir gemeinsam (2001)
- Denninger: Mörderischer Cocktail (2003)
- Rosa Roth: Freundeskreis (2004)
- Lockruf der Vergangenheit (2004)
- Spezialauftrag: Kindermädchen (2005)
- Soko-Wien, 10 episodi (2005)
- Ladyland (2005)
- Ripley's unglaubliche Welt (2006)
- Die Hochzeit meines Vaters (2006)
- Soko-Wien, 12 episodi (2006)
- Das perfekte Promi-Dinner (2006)
- Die Frauen von der Parkallee (2007)
- Ein Fall für zwei: Reißleine (2007)
- Wer Liebe verspricht (2008)
- Ein Date fürs Leben (2008)
- Die Promi Kocharena (2008)
- Ferien sind Nebensache (2008)
- La nave dei sogni - Viaggio di nozze - Florida (2008)
- Zeit für Träume (2009)
- Rex 2 (2009)
- Il peccato e la vergogna (2009)
- SOKO Wismar (2010)
- Sangue caldo (2011)
- Nach all den Jahren (2011)
- Familie Dr. Kleist (2011)
- Küstenwache - Geld oder Liebe (2012)
- SOKO Wismar (2012)
- Gefällt mir! (2013)
- Coming In (2013)
- Casi d'amore (Ein Fall von Liebe) (2014)
- Phoenix (2014)
- Schneeflöckchen (2014)
- Rosamunde Pilcher: Vertrauen ist gut, Verlieben ist besser (2014)
- In the Ruins (2015)
- Non è stato mio figlio (2016)
- Das letzte Mahl (2016)
- Il bello delle donne... alcuni anni dopo (2017)
- L'onore e il rispetto - Ultimo capitolo (2017)